# Nenad Đorđević
Nenad Đorđević (in serbo Ненад Ђорђевић?; Paraćin, 7 agosto 1979) è un allenatore di calcio ed ex calciatore serbo, di ruolo difensore, assistente allenatore dell'Al-Wasl.

## Palmarès
- Campionato serbomontenegrino: 1

Partizan: 2004-2005
- Campionato serbo: 1

Partizan: 2008-2009
- Coppa di Serbia: 1

Partizan: 2008-2009